# 小澤シェイン
小澤 シェイン（おざわ しぇいん、1995年12月17日 - ）は日本のファッションモデル、歌手、女優。

## 来歴
zipper（廃刊）で専属モデルを勤めていた。ファッションモデル時代は小澤しぇいん表記。

## 出演作品

### 映画
- LDK2

### テレビドラマ
- 青春!Live Channel

## 人物
父が日本人、母がフィリピン人のハーフ。
趣味はカラオケ、映画鑑賞 、特技は歌、メイク、犬、猫、カラスなどの動物の鳴きまね。
歌唱力を活かし、ガールズロックグループセイクリッドメイデン のメインボーカルとしても活動している。
公式ファンクラブは『おざわんだふるでいず♡』。